# Edward Allen Bernero
Edward Allen Bernero (Chicago, Illinois) é um escritor, diretor e produtor de séries de televisão estadunidense.

## Biografia
Bernero foi, por 10 anos, policial de Chicago, antes de se tornar escritor de séries de TV. Começou escrevendo como passatempo, até que enviou alguns trabalhos para Hollywood. Um produtor da NBC leu um de seus scripts e sugeriu que ele fizesse alguns trabalhos. Em 1999, se mudou para Los Angeles com a família para trabalhar em algumas séries. Seus maiores destaques foram nas séries Third Watch e Criminal Minds. É torcedor do Chicago Bears, time de futebol americano.

## Carreira
como produtor:
- Criminal Minds (produtor executivo) (51 episódios, 2005-2007)
- Third Watch (produtor executivo) (2 episódios, 2004)

como escritor:
- Criminal Minds (8 episódios, 2005-2007)
- Third Watch (17 episódios, 1999-2004)

como diretor:
Criminal Minds (3 episódios, 2006-2007):
- In Birth and Death (2007)
- No Way Out, Part II: The Evilution of Frank (2007)
- The Fisher King: Part 1 (2006)

Third Watch (3 episódios, 2004-2005):
- Goodbye to Camelot (2005)
- The Other 'L' Word (2005)
- A Call for Help (2004)

## Ligações Externas
- Edward Allen Bernero no Imdb
- Edward Allen Bernero no TV.com